# Autoportrét bez vousů
Autoportrét bez vousů je olejomalba z roku 1889. Jejím autorem je postimpresionistický umělec Vincent van Gogh. Obraz, který je možná posledním van Goghovým autoportrétem, namaloval malíř v září 1889..
Na aukci v New Yorku v roce 1998 byl tento autoportrét prodán za rekordních 71,5 milionu dolarů a stal se tak jedním z nejdražších obrazů všech dob. V té době se jednalo o třetí nejdražší obraz na světě. Vzhledem k inflaci se jeho dnešní cena odhaduje na 103 miliony dolarů, což z něj činí 21. nejdražší obraz světa.